# Eleutharrhena macrocarpa
Eleutharrhena macrocarpa är en tvåhjärtbladig växtart som först beskrevs av Friedrich Ludwig Diels, och fick sitt nu gällande namn av Lewis Leonard Forman. Eleutharrhena macrocarpa ingår i släktet Eleutharrhena och familjen Menispermaceae. Inga underarter finns listade i Catalogue of Life.